# サナナ島

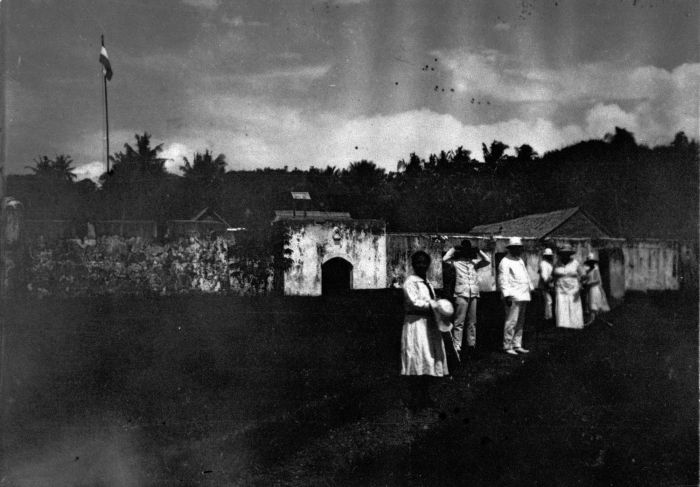
Fort De Verwachting in 1921

サナナ島（サナナとう、Sanana, 旧島名 Xulla Besi）は、インドネシアのマルク諸島の一部であるスーラ諸島の中にある島である。また、サナナはその島最大の集落の名前であり、オランダ時代の砦（Benteng De Verlachting）の本拠であった。
サナナ島は、南緯2度12分 東経125度55分 / 南緯2.200度 東経125.917度座標: 南緯2度12分 東経125度55分 / 南緯2.200度 東経125.917度の位置にあり、マンゴレ島の南にある。島の面積は、558 km2である。
サナナ島の空港は、トリガナ航空によって運航されテルナテやアンボンと接続している。
マルク諸島全体に起きたことだが、サナナ島は1999年にイスラム教徒とキリスト教徒との宗教民族間の緊張に苦しんだ。